# Smārde
Smārde est un village au centre de la région administrative du novads de Tukums, en Lettonie.
Située dans la partie nord de la région de Sémigalie (Zemgale en letton), la commune est en lisière des grandes forêts de pins de la partie ouest du parc national de Ķemeri.

## Histoire
Le nom du village est mentionné pour la première fois en 1253 et la première école primaire du village y est fondée en 1924.

## Transports
La commune comporte une gare sur la ligne ferroviaire reliant Tukums à Riga.